# Stig Barke

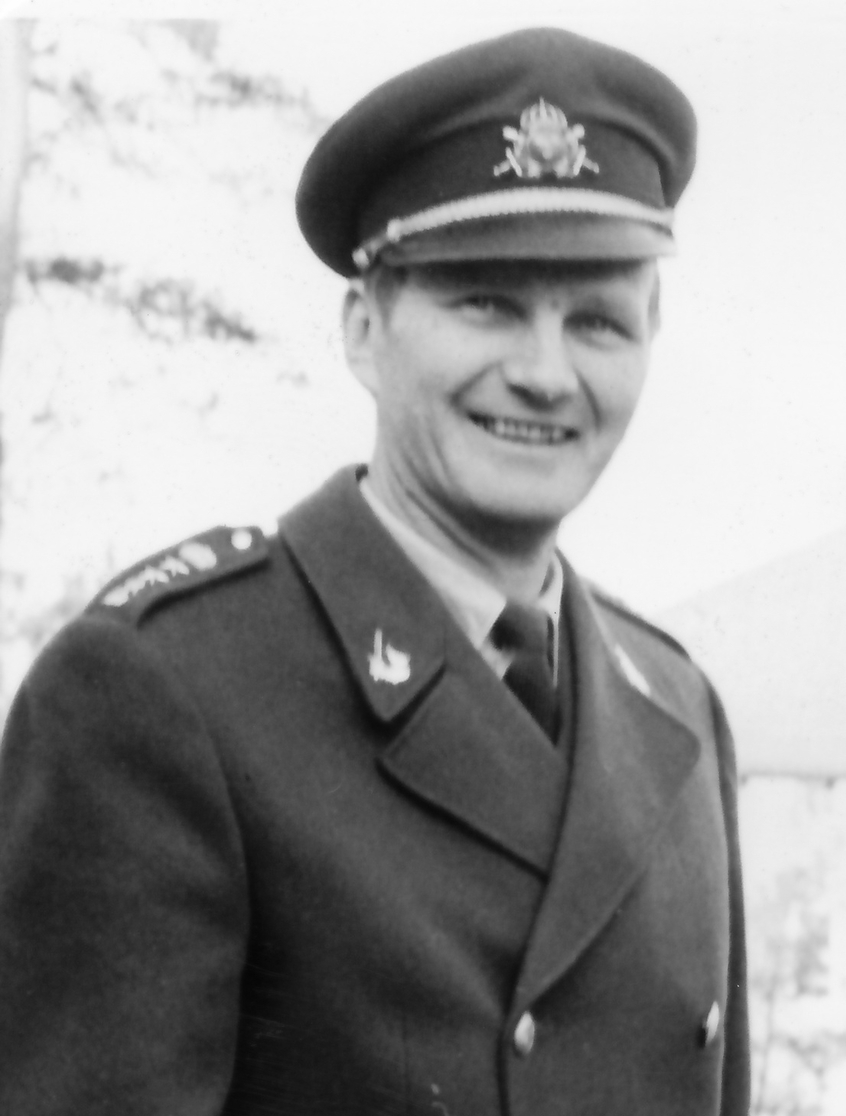
Barke år 1973.

Stig Carl Olof Barke, född 29 september 1928 i Högalids församling, Stockholm, död 9 februari 1995 i Visby, Gotlands län, var en svensk militär (överste).

## Biografi
Barke var son till byrådirektören Olof Emil Barke och Gerda Kristina, född Andersson (Detter). Han blev fänrik vid Södermanlands pansarregemente (P 10) 1950, löjtnant 1952 och tjänstgjorde vid Södermanlands regemente 1957. Barke var kapten vid generalstaben 1962, sektionschef vid VII. militärbefälsstaben i Visby 1963 och kapten vid Gotlands regemente (P 18) 1963. Han var major och lärare vid Pansartruppskolan 1967, skolchef för Pansartruppernas kadett- och aspirantskola åren 1968–1969, och överstelöjtnant vid Göta livgarde (P 1) 1970. Barke var därefter chef för Norrbottens pansarbataljon (P 5) 1975, blev överste 1977 och var chef för Arméns kompaniofficersskola 1977–1983. Han var chef för Gotlands regemente (P 18) 1983-1988.
År 1988 bildade Barke Gotlands officerskör, tillsammans med den då nytillträdde producenten vid Stiftelsen Gotlandsmusiken, Hans-Erik
Dahlgren.
Barke var i sitt första äktenskap gift med rikslottachefen Christine Nordström (1932-2003), dotter till generalmajoren Anders Carl Gson Nordström och Carola Ingeborg, född Nilsson. I sitt andra äktenskap gifte sig han 1980 med Karin Elisabet Tormod (född 1941). Barke var far till Carl Olof Gustaf (född 1958) och Caroline Elisabeth (född 1963). Barke avled 1995 och är begravd på Hellvi kyrkogård på norra Gotland.